# Керченски полуостров
Керченският полуостров (на руски: Керченский полуостров; на украински: Керченський півострів; на кримскотатарски: Keriç yarımadası) е полуостров, разположен в източната част на Кримския полуостров. На изток Керченският проток го разделя от Таманския полустров, а на запад Ахманайския провлак широк 17 km го свързва с останалата част на Крим. Бреговете му се мият от Азовско море на север и Черно море на юг. Административно по-голямата част от полуострова влиза в състава на Ленински район, а по-малка част – на градски окръг Керч.

## История
През античността полуостровът е бил познат като „Грубия полуостров“ (на латински: Chersonesus Trachea).
На Керченския полуостров са намерени останки от селища от каменната и бронзовата епоха. Тук се е намирала европейската част на Боспорското царство със столица Пантикапей. През Втората световна война на полуострова се провежда кръвопролитната Керченско-Феодосийска операция.

## География
Дължината му от запад на изток е около 90 km, а от север на юг – от 17 до 50 km. Площта му е около 3000 km². Най-високата точка е връх Пихбопай 189 m, който е част от възвишението Митридат. От някои възвишения на полуострова е възможно да се видят едновременно и Черно и Азовско море. Североизточната част на полуострова е хълмиста, съставена основно от варовици, глини и пясъчници. Срещат се много кални вулкани. Югозападната част е равнинна, със степна растителност, изградена основно от палеогенни глини. На полуострова са разположени няколко солени езера и пресъхващи водоеми. Реки с целогодишен водоток няма.
Климатът е умереноконтинентален, с умерено мека и безснежна зима и с горещо и сухо лято. Средна януарска температура –1,5 °C, средна юлска 23,5 °C. Годишната сума на валежите е 500 mm. Наблюдават се силни източни и североизточни ветрове.

## Икономика
Почвите на полуострова са южни черноземни и тъмнокафяви, често засолени. Поради това, голяма част от земята се използва в селското стопанство. Отглеждат се пшеница, слънчоглед, грозде и други. От края на XIX век до 90-те години на XX век на полуострова се добива желязна руда, но рудодобивът е прекратен поради икономическата криза, възникнала след разпадането на Съветския съюз. В днешно време тук се добиват варовици.